# Liste des longs métrages singapouriens proposés à l'Oscar du meilleur film international
Cet article présente la liste des longs métrages singapouriens proposés à l'Oscar du meilleur film international.

## Films proposés par Singapour
| Année (Cérémonie) | Titre français           | Titre original        | Langue(s)                                    | Réalisateur                                                                          | Résultat    |
| ----------------- | ------------------------ | --------------------- | -------------------------------------------- | ------------------------------------------------------------------------------------ | ----------- |
| 1960 (32e)        | Jiang shan mei ren       | 江山美人              | mandarin                                     | Li Han-hsiang                                                                        | Non nommé   |
| 2006 (78e)        | Be with Me               | Be with Me            | anglais, cantonais, mandarin et minnan       | Eric Khoo                                                                            | Disqualifié |
| 2008 (80e)        | 881 (zh)                 | 881 (zh)              | mandarin, minnan, anglais                    | Royston Tan                                                                          | Non nommé   |
| 2009 (81e)        | My Magic                 | My Magic              | tamoul                                       | Eric Khoo                                                                            | Non nommé   |
| 2012 (84e)        | Tatsumi                  | Tatsumi               | japonais                                     | Eric Khoo                                                                            | Non nommé   |
| 2013 (85e)        | Yi pao er hong (en)      | 一泡而红              | mandarin                                     | Michelle Chong (zh)                                                                  | Non nommé   |
| 2014 (86e)        | Ilo Ilo                  | 爸妈不在家            | mandarin                                     | Anthony Chen                                                                         | Non nommé   |
| 2015 (87e)        | Sayang disayang (id),    | Sayang disayang (id), | malais                                       | Sanif Olek                                                                           | Non nommé   |
| 2016 (88e)        | 7 Letters                | 七封信                | malais, minnan, mandarin, malayalam, anglais | Junfeng Boo, Eric Khoo, Jack Neo, K Rajagopal, Pin Pin Tan, Royston Tan, Kelvin Tong | Non nommé   |
| 2017 (89e)        | Apprentice               | Apprentice            | Malay, English                               | Junfeng Boo                                                                          | Non nommé   |
| 2018 (90e)        | Pop Aye                  | ป๊อปอาย มายเฟรนด์       | thaï                                         | Kirsten Tan (en)                                                                     | Non nommé   |
| 2019 (91e)        | Buffalo Boys (id)        | Buffalo Boys (id)     | indonésien, anglais                          | Mike Wiluan                                                                          | Non nommé   |
| 2020 (92e)        | Les Étendues imaginaires | 幻土                  | mandarin, anglais, bangali                   | Yeo Siew-hua (zh)                                                                    | Non nommé   |
| 2021 (93e)        | Wet Season               | 热带雨                | mandarin, anglais, minnan                    | Anthony Chen                                                                         | Non nommé   |
| 2022 (94e)        | Jīnxiāo duō zhēnzhòng,   | 今宵多珍重            | mandarin                                     | Wayne Peng                                                                           | Non nommé   |
| 2023 (95e)        | Ajoomma (zh)             | 花路阿朱妈            | mandarin, coréen, anglais                    | He Shuming (en)                                                                      | Non nommé   |
| 2024 (96e)        | Un hiver à Yanji         | 燃冬                  | mandarin, coréen                             | Anthony Chen                                                                         | Non nommé   |